# Estentor
|  | Aquest article tracta sobre l'herald mitològic grec. Si cerqueu el gènere biològic, vegeu «Stentor (ciliat)». |

Estentor (en grec Στέντωρ; genitiu: Στέντορος) fou un herald de l'exèrcit grec a Troia. La seva veu era tan forta que equivalia, segons Homer, a la de cinquanta homes junts. Malgrat que Homer a la Ilíada el cita només breument, indicant que Hera li ordenà incitar els grecs a lluitar, el seu nom ha passat al llenguatge corrent, ja que l'adjectiu "estentori" vol dir potent, fort.
Un altre mite diu que era un traci que havia fet un concurs de crits amb Hermes (l'herald dels déus) i va morir vençut per aquest, ja que un cop derrotat havia estat immolat. Es diu també que s'havia convertit en granota i va explotar.